# 戴夫·西尔克
戴夫·西尔克（英語：Dave Silk，1958年1月1日—），美国男子冰球运动员，场上位置是前锋。他曾代表美国国家队参加1980年冬季奥林匹克运动会冰球比赛，获得一枚金牌。